# Americus (Indiana)
Americus es un lugar designado por el censo ubicado en el condado de Tippecanoe en el estado estadounidense de Indiana. En el Censo de 2010 tenía una población de 423 habitantes y una densidad poblacional de 126,41 personas por km².

## Geografía
Americus se encuentra ubicado en las coordenadas 40°31′24″N 86°44′43″O / 40.52333, -86.74528. Según la Oficina del Censo de los Estados Unidos, Americus tiene una superficie total de 3.35 km², de la cual 3.27 km² corresponden a tierra firme y (2.24%) 0.08 km² es agua.

## Demografía
Según el censo de 2010, había 423 personas residiendo en Americus. La densidad de población era de 126,41 hab./km². De los 423 habitantes, Americus estaba compuesto por el 99.05% blancos, el 0.24% eran afroamericanos, el 0.24% eran amerindios, el 0.24% eran asiáticos, el 0% eran isleños del Pacífico, el 0% eran de otras razas y el 0.24% pertenecían a dos o más razas. Del total de la población el 0.95% eran hispanos o latinos de cualquier raza.